# Squalus chloroculus
Squalus chloroculus е вид акула от семейство Squalidae. Видът е почти застрашен от изчезване.

## Разпространение и местообитание
Разпространен е в Австралия (Нов Южен Уелс и Южна Австралия).
Обитава океани, морета и заливи. Среща се на дълбочина от 213 до 1360 m.

## Описание
На дължина достигат до 83,2 cm.